# Sedum amplexicaule
Sedum amplexicaule és una planta de la família de les crassulaceae.

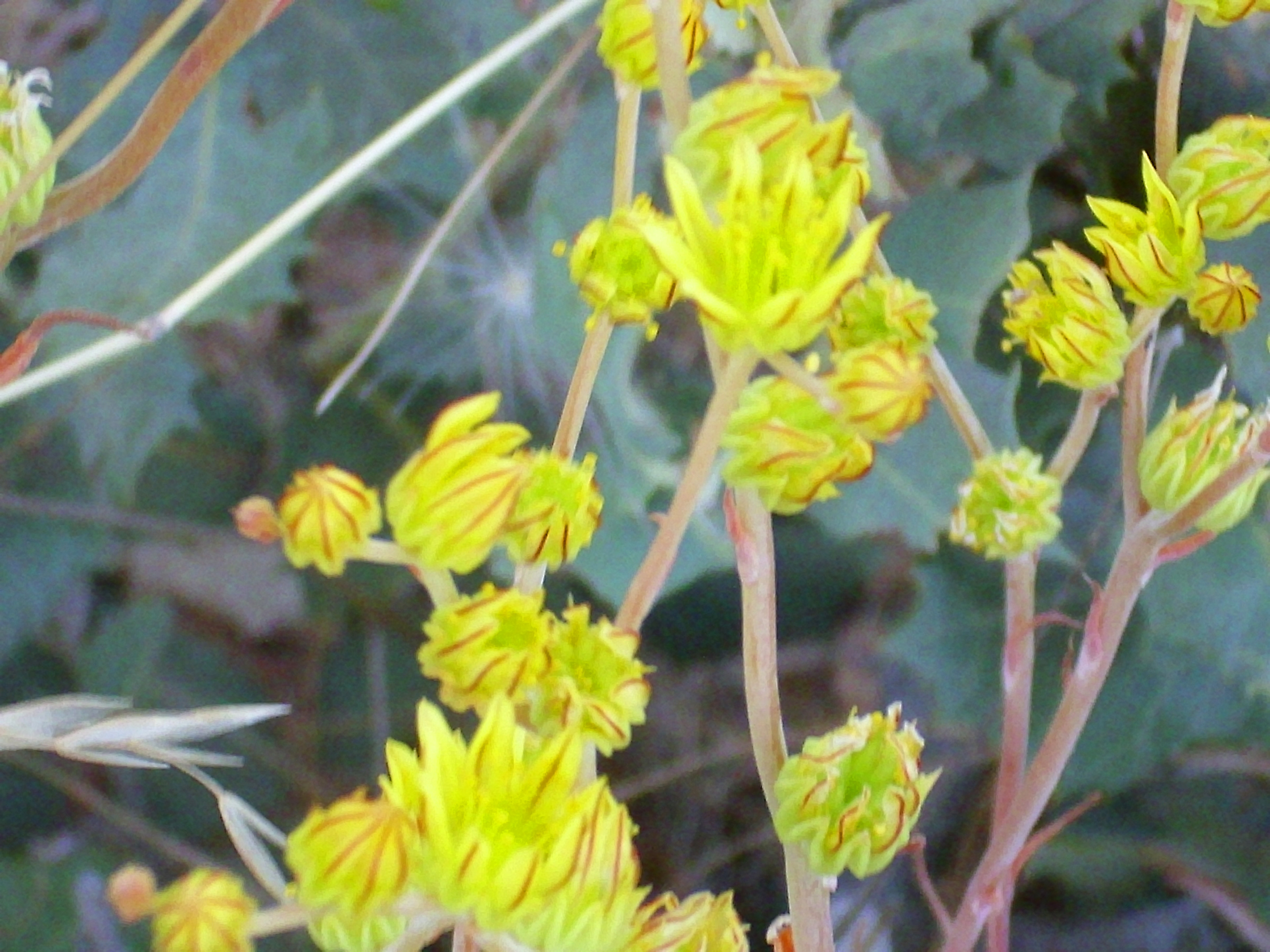
Vista de la planta

## Descripció
És una petita planta perenne, baixa i esvelta amb tiges ascendents. Les fulles són verd grisenques, molt imbricades, cilíndriques i estretes, punxegudes, trilobulades i que abracen la tija a la base. Les flors són grogues, de 12-16 mm, amb 5-8 pètals usualment amb una vena central vermella i disposades en grups laxos, amb 10-16 estams.

## Distribució i hàbitat
Està estès per tota la Mediterrània excepte Xipre, l'extrem oriental i la majoria d'illes més petites. Creix en hàbitats rocosos, sorrencs i garrigues. Floreix a la primavera i l'estiu.

## Taxonomia
Sedum amplexicaule va ser descrita per Augustin Pyrame de Candolle i publicat a Mém. Agric. Soc. Agric. Dép. Seine 11: 12 (1808)
Citologia
Nombre de cromosomes de Sedum amplexicaule (Fam. Crassulaceae) i taxons infraespecífics: 2n=72 2n=24
Etimologia
Sedum: nom genèric, simple transposició del llatí sedum-i que en èpoques romanes designava a determinades Crassulaceae (Sempervivum tectorum, Sedum album i Sedum acre), i emprat per Plini el Vell en la seva Hist. Nat, 18, 159.
amplexicaule: epítet llatí que significa " tiges entrellaçades".
Sinonímia
- Sedum tenuifolium (Sibth i Sm.) Strobl.
- Petrosedum amplexicaule (DC.]) Velayos
- Petrosedum tenuifolium (Sm.) Grulich
- Sedum boryanum DC.
- Sedum rostratum Ten.
- Sempervivum anomalum Lag.
- Sempervivum hispanicum Pourr. ex Willk. i Lange
- Sempervivum tenuifolium Sm.[6]